# Palazzo Brambilla
Villa Brambilla, anche nota come Palazzo Carminati di Brambilla, è un elegante edificio neoclassico che dal 1921 è la sede dell'Amministrazione comunale di Castellanza. Un articolato studio pubblicato nel 2016 ne illustra la genesi e precisa gli apporti che diverse personalità artistiche apportarono all'edificio.

## Storia e descrizione
Dopo aver commissionato a Leopodo Pollack (1751-1806) un disegno per la Villa che intendeva edificare a Castellanza - progetto che fu pagato nel 1802, ma accantonato per la sua grandiosità - Cesare Brambilla (1768-1830) affidò l'ideazione e la costruzione della sua dimora a Pietro Pestagalli (1776-1853) che la eresse a partire dal 1812.
Nonostante la consistenza del cantiere, i lavori procedettero velocemente, tanto che nel 1815 l’intera costruzione era terminata ed entro il 1818 pronta in ogni sua finitura. I costi affrontati da Brambilla per l'edificazione della sua nuova dimora furono ingenti e ammontarono a oltre 230.000 lire.
Al termine dei lavori, si ottenne una villa con impianto a "U" aperta verso nord-est, con le estremità dei bracci della "U" a sporgere leggermente l'una in direzione dell'altra. Oggi come allora, i due bracci s'innestano nel più alto corpo di fabbrica trasversale, oltre il quale si trovano un proseguimento del braccio settentrionale (originariamente con funzione di rustico) e un ampio parco.
Nel 1920 il palazzo venne messo in vendita al costo di 600 000 lire e il comune, all'epoca guidato dal sindaco Ponchiroli Glouchester, decise di acquistarlo per farne la nuova sede comunale, riuscendo a ribassare il prezzo a 375 000 lire, nel 1921. All'acquisto contribuirono anche gli industriali alla guida delle più importanti aziende cittadine: Soldini, Cantoni, Pomini e Binda.
Dopo l'acquisto da parte del comune di Castellanza, l'edificio subì importanti opere di adeguamento per modificare la funzione da residenziale ad uso uffici. Nel 2007 sono stati effettuati importanti lavori di restauro affidati alla ditta Piacenti di Prato.